# Problème de Plateau

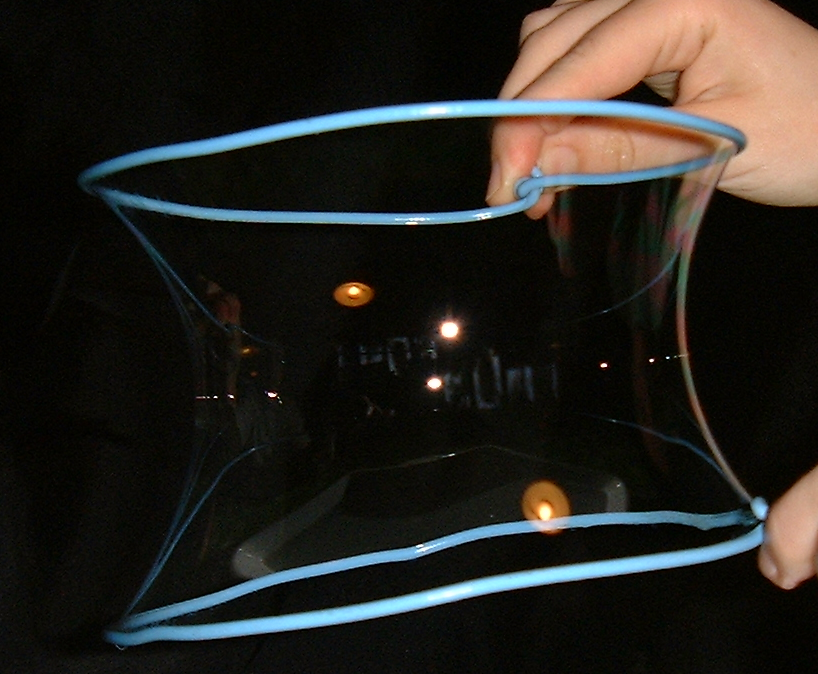
Les films de savons, étudiés par Joseph Plateau, sont une solution naturelle au problème de Plateau.

En mathématiques, le problème de Plateau consiste à montrer, un bord étant donné, l'existence d'une surface minimale s'appuyant sur ce bord. Il fut posé par Joseph-Louis Lagrange en 1760, mais porte le nom de Joseph Plateau, qui s'intéressait aux films de savon. C'était à l'origine un problème de calcul des variations. Actuellement, le problème de l'existence et de la régularité des solutions fait partie de la théorie géométrique de la mesure.
Jusque dans les années 1930, on ne connaissait que des solutions dans des cas particuliers. Ce sont les travaux indépendants de Jesse Douglas et Tibor Radó qui apportèrent la première résolution complète. Leurs méthodes étaient assez différentes : le travail de Radó s'appuyait sur des travaux antérieurs de Garnier et ne s'appliquait qu'au cas où la courbe simple fermée qui constitue le bord est rectifiable, tandis que Douglas, par des idées nouvelles, évitait cette restriction. Tous deux traitaient la question comme un problème de minimisation : Douglas minimisait ce qu'on appelle aujourd'hui l'intégrale de Douglas, tandis que Radó minimisait l'énergie, ce qui donne une explication aux phénomènes physiques observés. Douglas reçut la médaille Fields en 1936 pour sa solution.
L'extension de ce problème à des dimensions supérieures (c'est-à-dire à des sous-variétés de dimension k de l'espace de dimension n) se révèle bien plus complexe à étudier, d'autant plus que les solutions peuvent alors avoir des singularités si k ≤ n - 2. Dans le cas d'hypersurfaces, c'est-à-dire si k = n - 1, des singularités n'apparaissent que si n ≥ 8.
Pour résoudre cette extension du problème, la théorie des périmètres (en) de Ennio De Giorgi pour les bords, et celle des courants rectifiables de Federer et Fleming ont été développées.